# A Few Figs from Thistles
A Few Figs from Thistles es la segunda colección de poemas escrita por la dramaturga y poetisa feminista estadounidense Edna St. Vincent Millay. La primera edición titulada A Few Figs from Thistles: Poems and Four Sonnets fue publicada en 1920, precediendo una publicación más completa titulada A Few Figs from Thistles: Poems and Sonnets de 1921. 

## Contexto social
La segunda colección de poemas de Edna St. Vincent Millay aparece en la escena literaria de la América de los Felices años veinte (Roaring Twenties) como reflejo de las actitudes de los jóvenes tras la Primera Guerra Mundial.  El tono irónico y desenfadado de sus poemas la convirtió pronto en uno de los máximos representantes de la cultura de la Era del Jazz.  Este es el contexto social en el que surge A Few Figs from Thistles, siguiendo la estela de la poetess poetry del siglo XVIII inglés y viendo su auge durante el siglo XIX en Norteamérica, como señalan algunos críticos. Aunque no existen pruebas que demuestren una relación entre las autoras de la poetess poetry sobre la producción literaria de Millay, se sabe que la gran influencia que ejerció Cora Buzzell Millay sobre sus tres hijas fue decisiva para la carrera literaria de Edna St. Vincent Millay:  
"Cora Buzzell Millay clipped poetess poetry from newspapers throughout her daughter’s youth, pasted poetess poems into scrapbooks, and even published her own feminine, sentimental, didactic poetry in northeastern newspapers beginning in the 1890s".
Además, la publicación de A Few Figs from Thistles, prácticamente coincide con la aprobación de la decimonovena enmienda de la Constitución de Estados Unidos en la que se aprueba el sufragio femenino, como afirma el crítico Artemis Michailidou.

## Temas principales
- Sexualidad (y bisexualidad) de la mujer: El tratamiento abiertamente feminista de la sexualidad de la mujer en varios de los poemas contenidos en este volumen da muestra de su firme posición en defensa de la libertad de la mujer y en contra de la reclusión de esta en la esfera doméstica. La colección abre con su célebre “First Fig”[5] poema que trata la sexualidad femenina de forma metafórica a través de la alusión a una vela. La homosexualidad es también uno de los temas principales de la literatura de Millay (especialmente en su obra de teatro en verso The Lamp and the Bell).[6] La rebeldía que impregna muchos de los poemas que forman esta colección dio lugar a la que se conocería como “Millay legend”.[7] Su compromiso para con los jóvenes de su época queda plasmado en su “Second Fig”,[8] donde reivindica la libertad de elegir y con ello el valor de la literatura de mujeres y pretende una ruptura con las convenciones sociales que dominaban en la sociedad. Otros poemas presentan una atmósfera más natural, como la que leemos en “Recuerdo”,[9] en el que su autora narra (sin hacer referencias explícitas a las personas del poema) uno de sus paseos con su amigo, el poeta Salomón de la Selva, como afirma el crítico Norman A. Brittin en su estudio analítico de la producción literaria de la poetisa.[7]

- Lo público vs. lo privado (lo exterior vs. lo interior): Otro de los temas fundamentales de esta colección de poemas es la división de la mujer entre el plano de lo privado (asociado con el ámbito doméstico, contra el que ella luchaba) y lo público (tradicionalmente asociado al hombre).[2]  En sus poemas “The Penitent”[10] y “The Unexplorer”[11] leemos acerca de la mujer que busca salir de reclusión en la esfera doméstica para relacionarse con otros hombres (en el caso del primer poema) y sobre el ángel del hogar[12] (en el caso de la madre del segundo poema).

- Romanticismo literario: Como deudora de la tradición del Romanticismo (sobre todo del inglés), sus poemas muestran rasgos que la relacionan con las premisas de este movimiento literario como la constante representación de la naturaleza que se puede apreciar en el espacio en el que transcurre la acción de “The Singing-Woman from the Wood’s Edge”.[13] El movimiento Trascendentalista (estrechamente ligado al Romanticismo en su apego a la naturaleza frente a lo artificial e industrializado de la vida del hombre) fue también una de las influencias literarias que marcaron a Millay.[7]

## Recepción
Ocho años antes de la publicación de esta colección, en 1912 vio la luz el poema que le traería fama internacional, Renascence, y que la convertiría en una de las mejores poetisas de la América de principios del siglo XX. Dicho poema habla en términos cósmicos, abstractos y elevados de un resurgimiento, del alma, un ‘renacimiento’ que se conseguiría con un equilibrio entre lo material y lo espiritual.  Frente a lo elevado y temáticamente intelectual de este poema publicado en su primera colección Renascence and Other Poems, tenemos su segunda colección, la cual abría un camino distinto en la obra de Millay. La publicación de A Few Figs from Thistles coincidió con el momento de máximo auge de la poetisa (décadas de 1920 y 1930) y aunque tuvo mucho éxito, también fue criticado por su tono subversivo y visiblemente feminista.
Además, como afirma Michailidou, la aparición pública de este segundo volumen de poemas supuso para su autora, su autoproclamación como la ‘Nueva Mujer’ típica de principios del siglo XX americano.